# شعب بيما
بيما هي قبيلة هندية في أمريكا الشمالية ومنطقتها تمتد من جنوب أريزونا إلى شمال المكسيك وقراهم القديمة التي أصبحت آثارا والتي يعرفها الأسبان باسم كاسا غراندي على الضفاف الجنوبية من نهر غيلا هي مثال على حضارتهم الأولى ومهارتهم في البناء ويظن أنهم من نسل الناس الذين بنوا حضارة هوهوكام. وكان البيما قد طردوا من أرضهم من قبل القبائل الأخرى وعاشوا حياة البداوة والترحال، وكانوا مزارعين جيدين وكانت لهم مهارات في الري. في البداية خضعوا للأسبان لكنهم ثاروا عام 1751 ودمروا كل الإرساليات واستمرت الحرب سنتين ولكن بعدها أصبحوا ودودين مع المستوطنين. أعدادهم الآن تصل إلى 16000 في مستوطنات أريزونا.
من بين هنود البيما المعروفين آيرا هايز وهو جندي أمريكي حارب في إيوو جيما في الحرب العالمية الثانية وكان أحد الذين رفعوا العلم الأمريكي هناك.